# Cortinarius flexipes
Cortinarius flexipes (Christian Hendrik Persoon, 1801 ex Elias Magnus Fries, 1838) din încrengătura Basidiomycota, în familia Cortinariaceae și de genul Cortinarius, este o specie de ciuperci otrăvitoare răspândită care coabitează, fiind un simbiont micoriza (formează micorize pe rădăcinile arborilor). O denumire populară nu este cunoscută. În România, Basarabia și Bucovina de Nord trăiește pe sol umed și acru, cu plăcere pe mușchi, solitar precum în grupuri mici în păduri de conifere precum în cele mixte și prin turbării, preponderent sub molizii și pini, dar, de asemenea, pe lângă mesteceni. Apare de la câmpie la munte, din (iulie) august până toamna târziu, chiar și în decembrie dacă nu este geros.

## Taxonomie

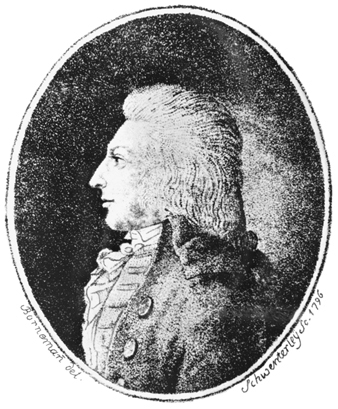
C. H. Persoon

Numele binomial a fost determinat de cunoscutul micolog bur Christian Hendrik Persoon în volumul 1 al operei sale Synopsis methodica Fungorum din 1801 drept Agaricus flexipes.
Apoi, în 1838, renumitul savant Elias Magnus Fries a transferat specia la genul Cortinarius sub păstrarea epitetului, de verificat în cartea sa Epicrisis systematis mycologici, seu synopsis hymenomycetum, fiind și numele curent valabil (2021). 
Taxon obligatoriu este Telamonia flexipes creat de micologul german Friedrich Otto Wünsche în 1877.
Mai trebuie menționat că taxonul Cortinarius paleaceus descris de micologul german Johann Anton Weinmann (1782-1858) în 1836 drept Agaricus paleaceus și transferat la genul Cortinarius de Elias Magnus Fries în 1838, este conform Checklist of the British & Irish Basidiomycota din 2005 între altele sinonim al buretelui descris aici.
De asemenea, toate celelalte încercări de redenumire precum variațiile descrise (vezi infocaseta) sunt acceptate sinonim.
Epitetul specific este derivat din cuvântul latin (latină flexipes= încovoiat, strâmb, a se încolăci), referindu-se la aspectul piciorului.

## Descriere

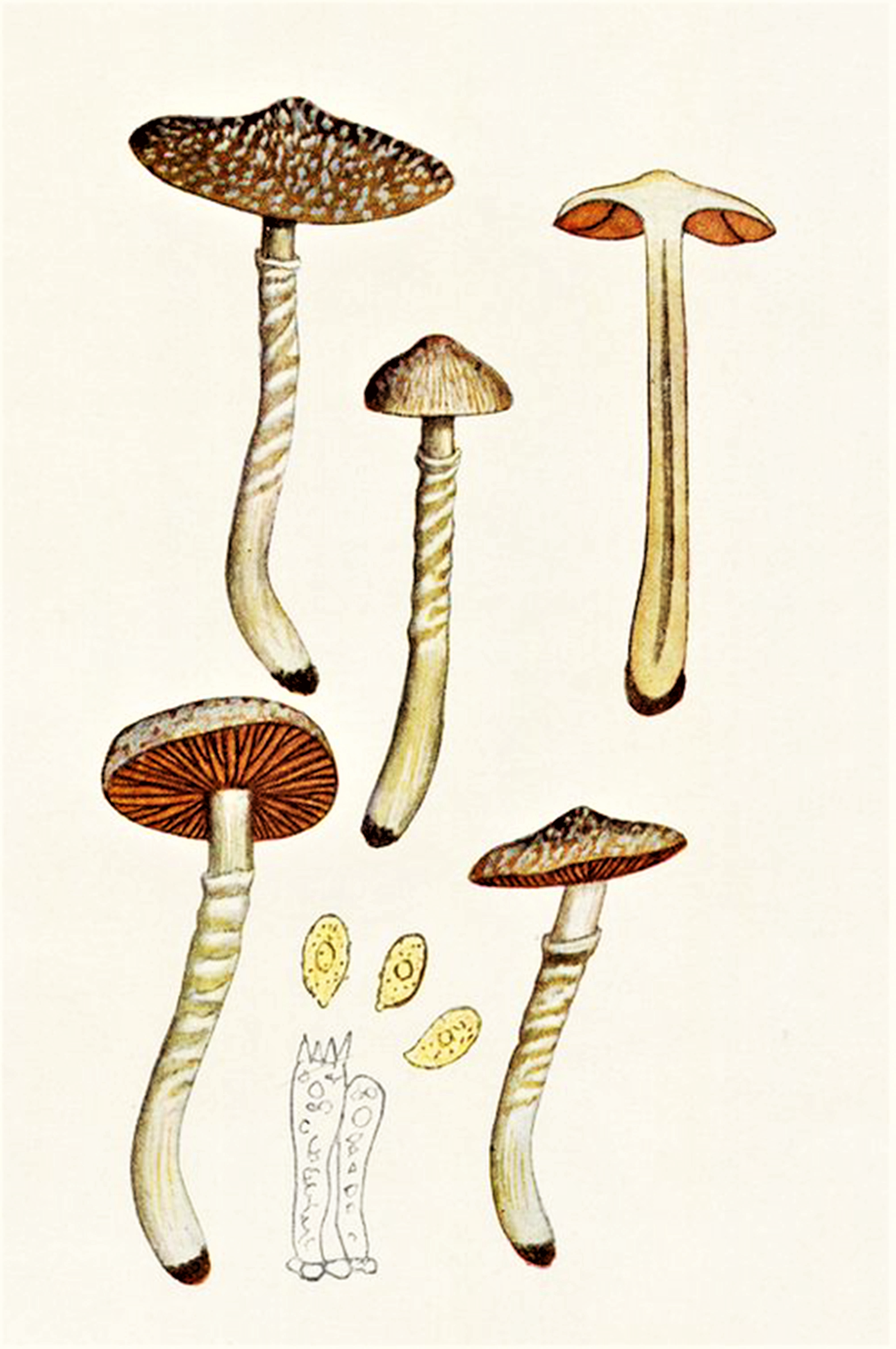
Bres.: Cortinarius paleaceus

- Pălăria: are un diametru între 2,5- 7 cm, este subțire (maximal 3 mm grosime), higrofană, la început în formă de clopot cu marginea răsucită în jos, devenind în scurt timp convexă până aplatizat convexă și cocoșată ascuțit în centru. Cuticula de  un colorit diferit care poate fi gri de ardezie, gri-maroniu, galben-maroniu, brun-roșiatic sau brun închis și în centru mai închis este presărat, în primul rând în tinerețe, de solzișori flocoși și pustule de culoare albicioasă (resturi ale vălului parțial) ușor de șters și întunecând cu timpul. Culoarea se schimbă mereu ceva odată cu disimilitudinea umidității, astfel, cu cât vremea este mai secetoasă, cu atât mai mult devine mai deschisă. Cuticula, odată golașă, capătă un aspect mătăsos.
- Lamelele: subțiri și destul de aglomerate, cu lameluțe intercalate și parțial bifurcate sunt aderate slab bombat la picior, fiind învăluite la început de o cortină formată din fibre fine ca păienjeniș de culoare albă, fragment al vălului parțial. Coloritul inițial gri-brun deschis, devine apoi ruginiu până brun de scorțișoară.  Muchiile drepte sunt ceva mai deschise în culoare.
- Piciorul: zvelt cu o lungime de 4-7 (10) cm și un diametru de 0,3-0,8 cm este destul de robust și fibros, plin, dar bătrân gol pe dinăuntru, mai mult sau mai puțin cilindric, adesea îndoit sau chiar curbat. Prezintă inițial o zonă inelară bătătoare la ochi albă, flocos solzoasă și repede trecătoare (resturile vălului). Astfel rămâne doar o zonă inelară insinuată albicioasă care desparte tija în aspect. Coloritul pe fundal ocru, brun-liliaceu până brun închis este zonat prin cordoane albicioase, neregulate, asemănătoare desenului pe pielea unei vipere precum de solzișori ai vălului de aceiași culoare, baza fiind aproape mereu ceva mai închisă.
- Carnea: de un colorit variabil între brun-gălbui, palid brun-bej și brun închis este subțire și destul de fibroasă, mirosul fiind doar în stadiu foarte tânăr neremarcabil, repede însă intens de mușcate și gustul, inițial blând, devine cu avansarea în vârstă mai mult sau mai puțin amar.[3][4]
- Caracteristici microscopice: are spori elipsoidali în formă de migdale aspri și fin verucoși, cu o picătură mare uleioasă în mijloc, colorați gălbui, măsurând 8–10 × 5–6 microni. Pulberea lor este ruginie. Basidiile clavate cu 4 sterigme fiecare au o dimensiune de 30-35 x 7-9 microni. Cistidele (elemente sterile situate în stratul himenal sau printre celulele din pielița pălăriei și a piciorului, probabil cu rol de excreție) sunt mai scurte și în formă de măciucă cu vârfuri rotunjite. Cheilocistidele (elemente sterile situate pe muchia lamelor) și ele clavate sunt destul de umflate.[11]
- Reacții chimice: nu sunt cunoscute.[12]

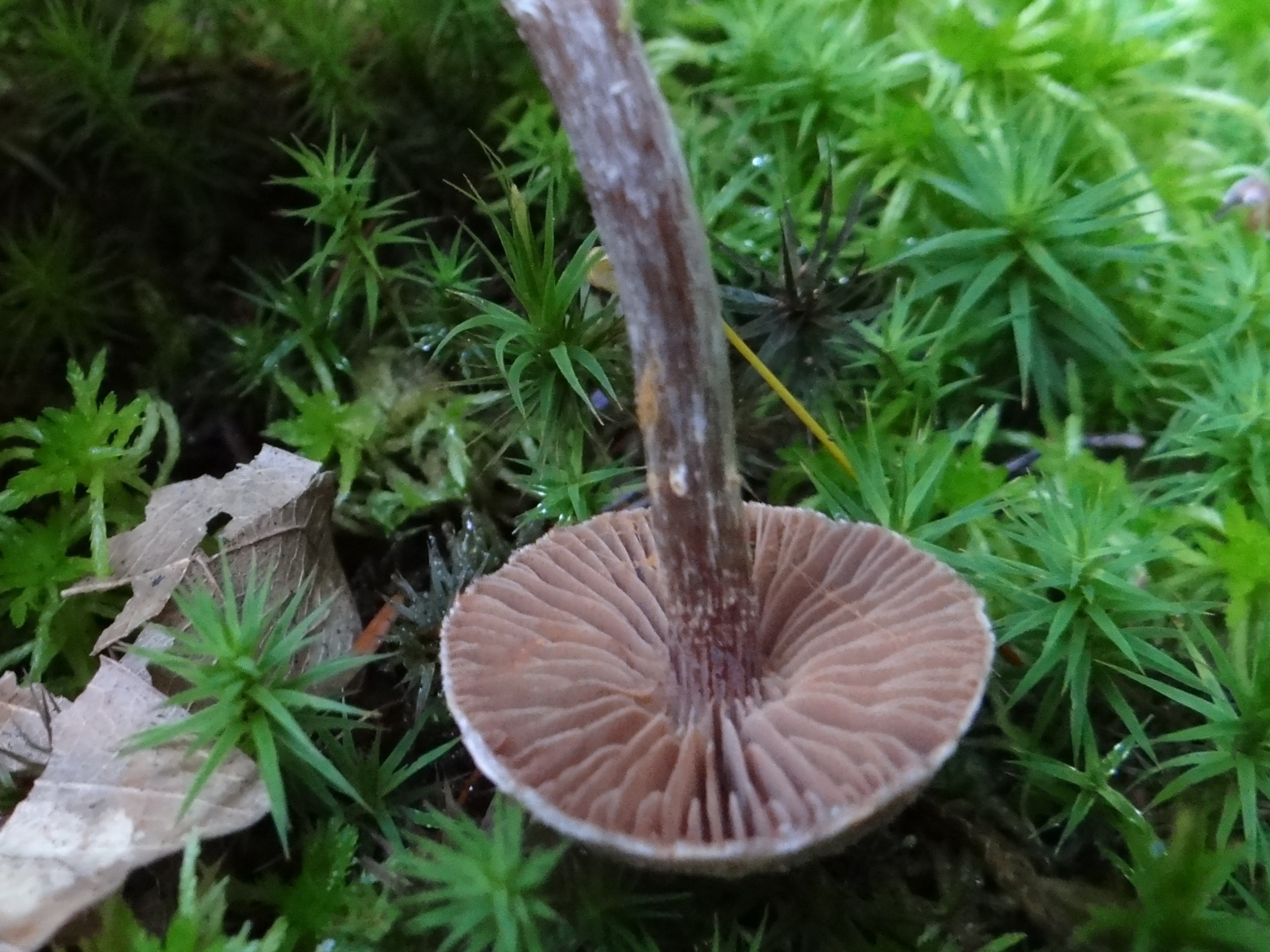
C. flexipes tânăr, lamele și picior
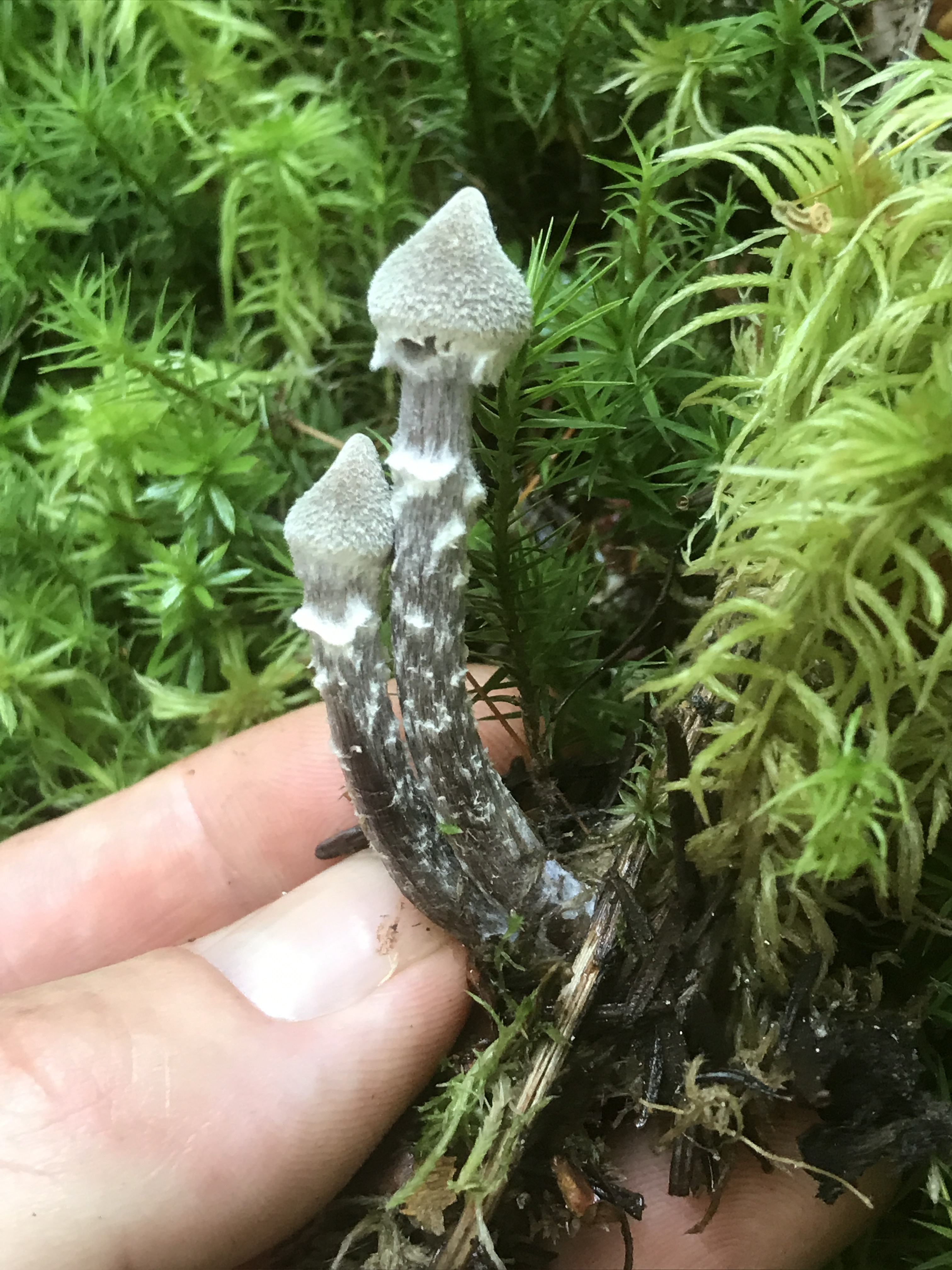
C. flexipes foarte tineri
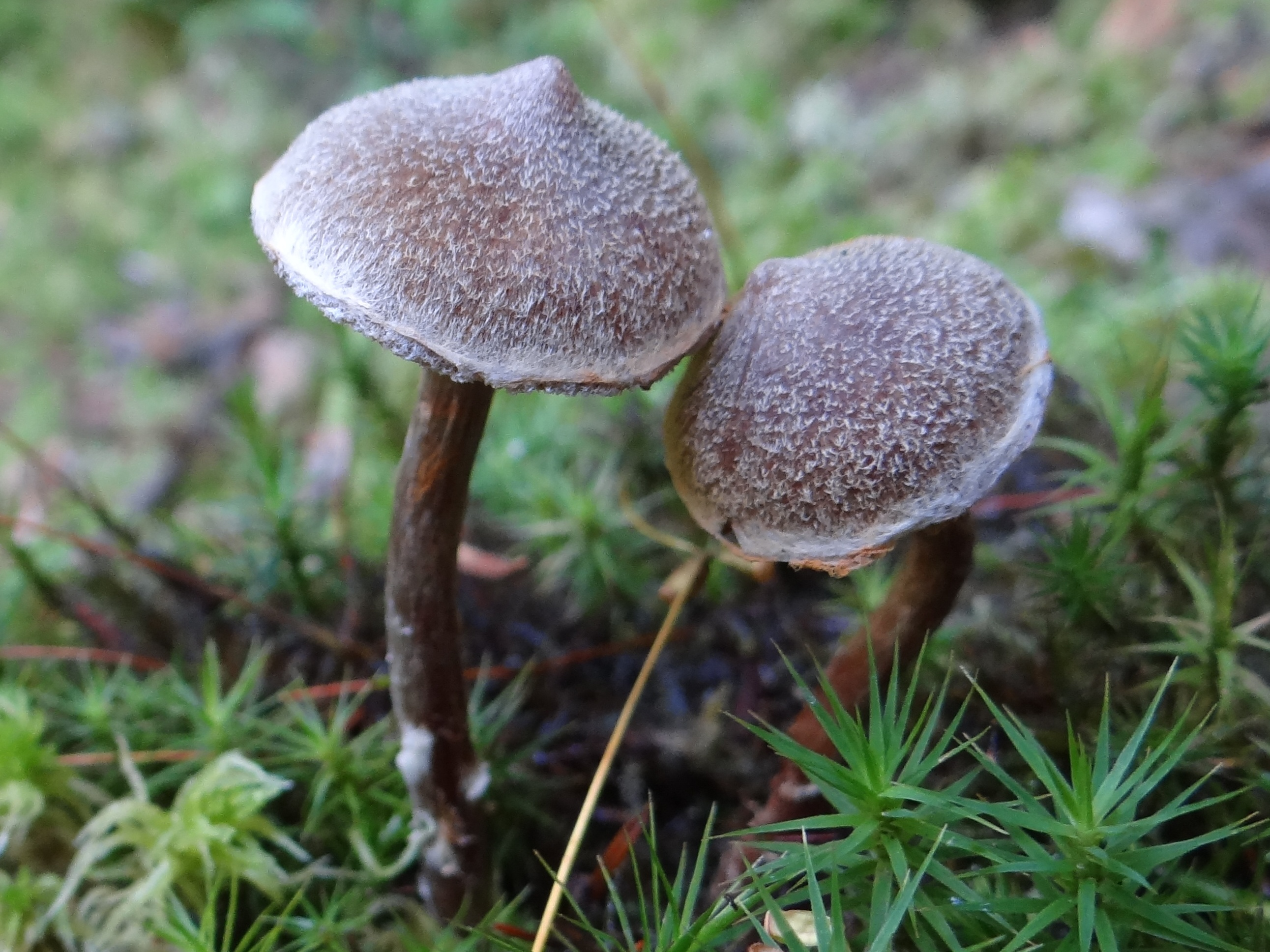
C. flexipes tineri
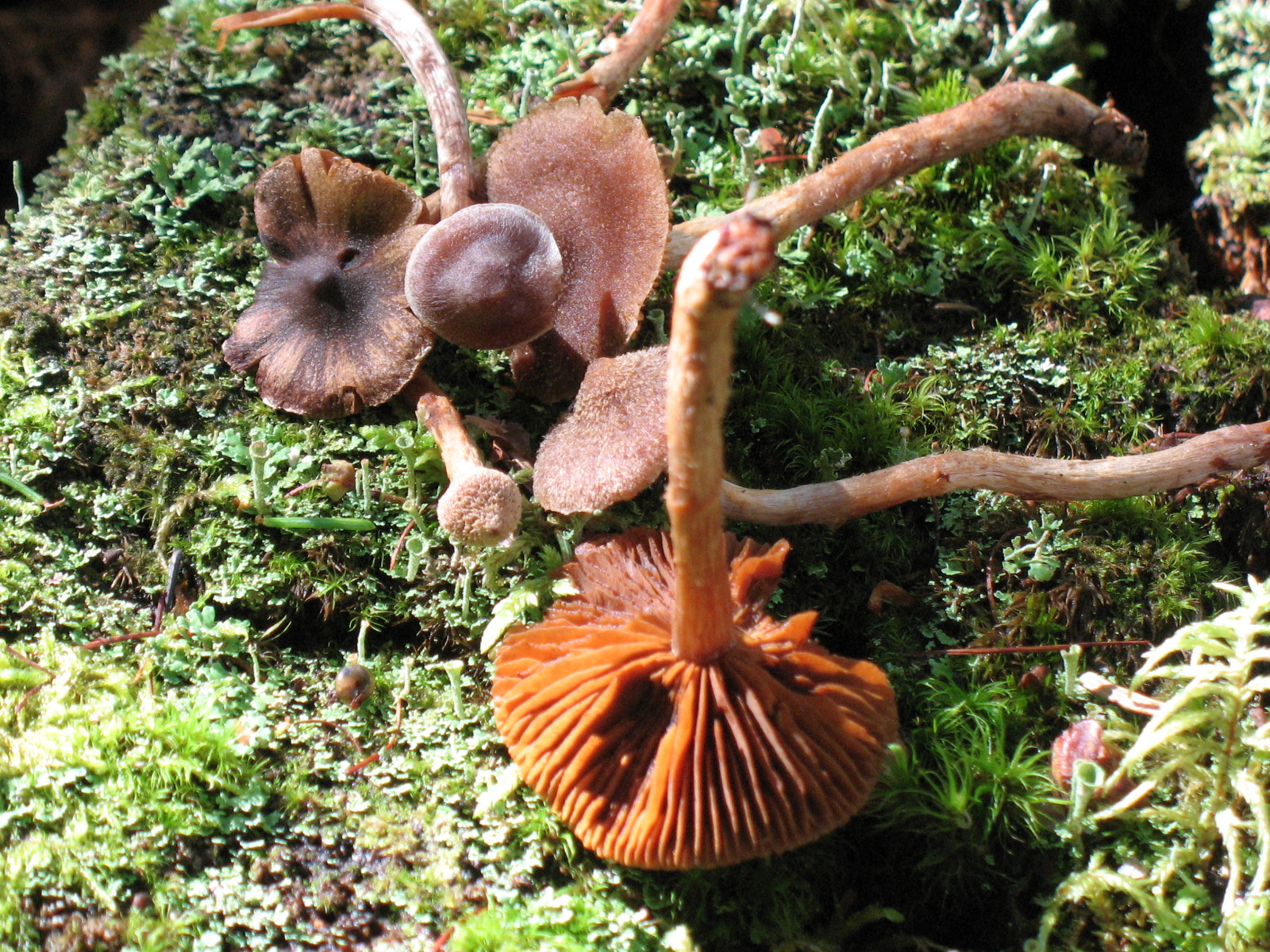
C. flexipes maturi și bătrâni: pălării, lamele și picior

## Confuzii
Specia poate fi confundată în special cu gemenul ei Cortinarius hemitrichus (necomestibil), dar după ce își pierde solzii la bătrânețe și după ploi intense, de asemenea cu de exemplu Cortinarius anthracinus (necomestibil), Cortinarius bibulus sin. Cortinarius pulchellus (necomestibil), Cortinarius brunneus (poate foarte toxic), Cortinarius casimirii (necomestibil), Cortinarius evernius (necomestibil), Cortinarius fasciatus (necomestibil), Cortinarius flabellus (necomestibil), Cortinarius fulvescens (necomestibil), Cortinarius glandicolor (necomestibil), Cortinarius uraceus (necomestibil), Cortinarius variicolor (necomestibil), Cortinarius vernus sin. Cortinarius erythrinus (necomestibil), dar și cu Entoloma undatum (necomestibil) sau Inocybe bongardii (otrăvitor).

## Specii asemănătoare în imagini

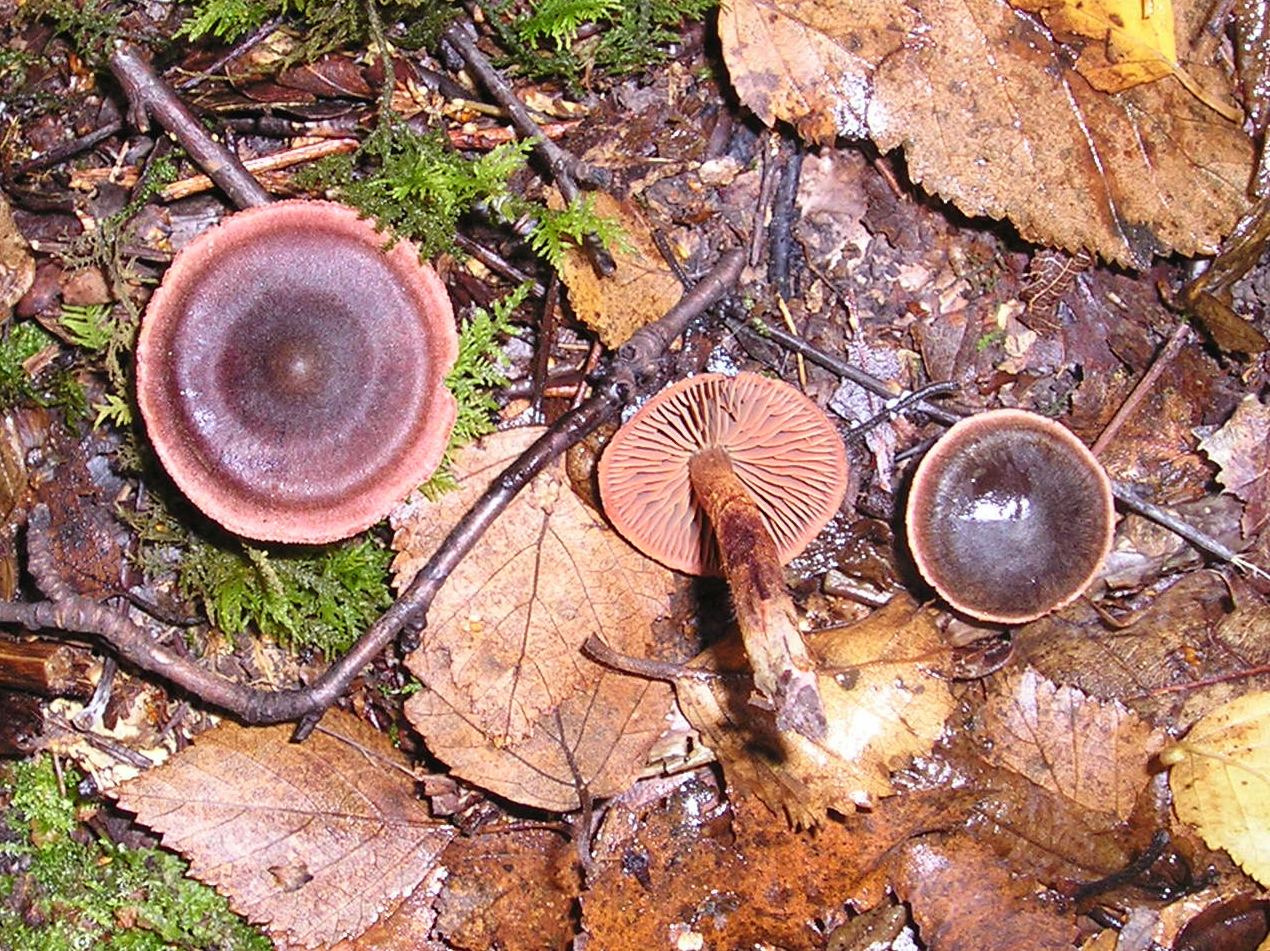
!Cortinarius anthracinus!
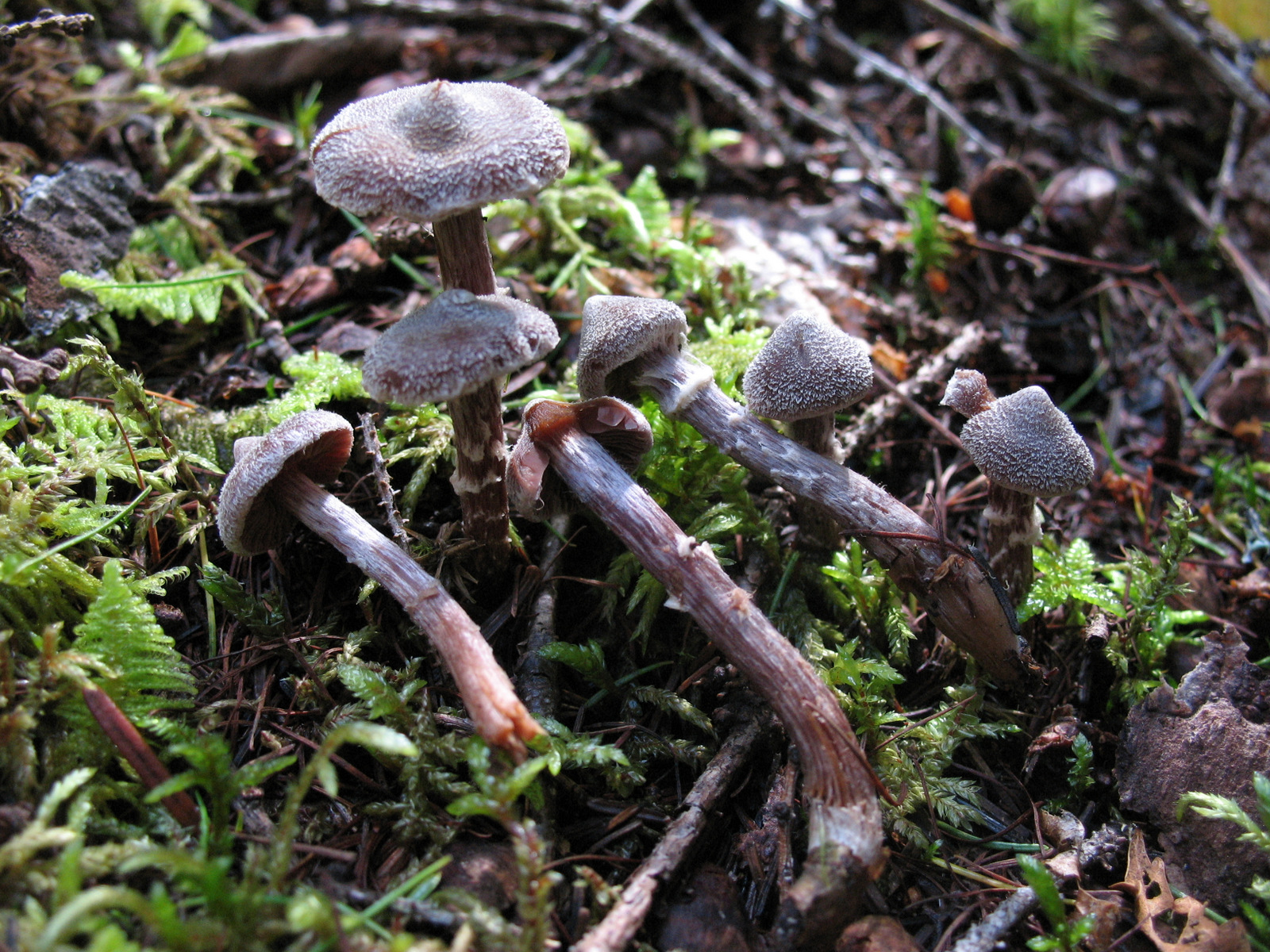
!Cortinarius bibulus sin. Cortinarius pulchellus!
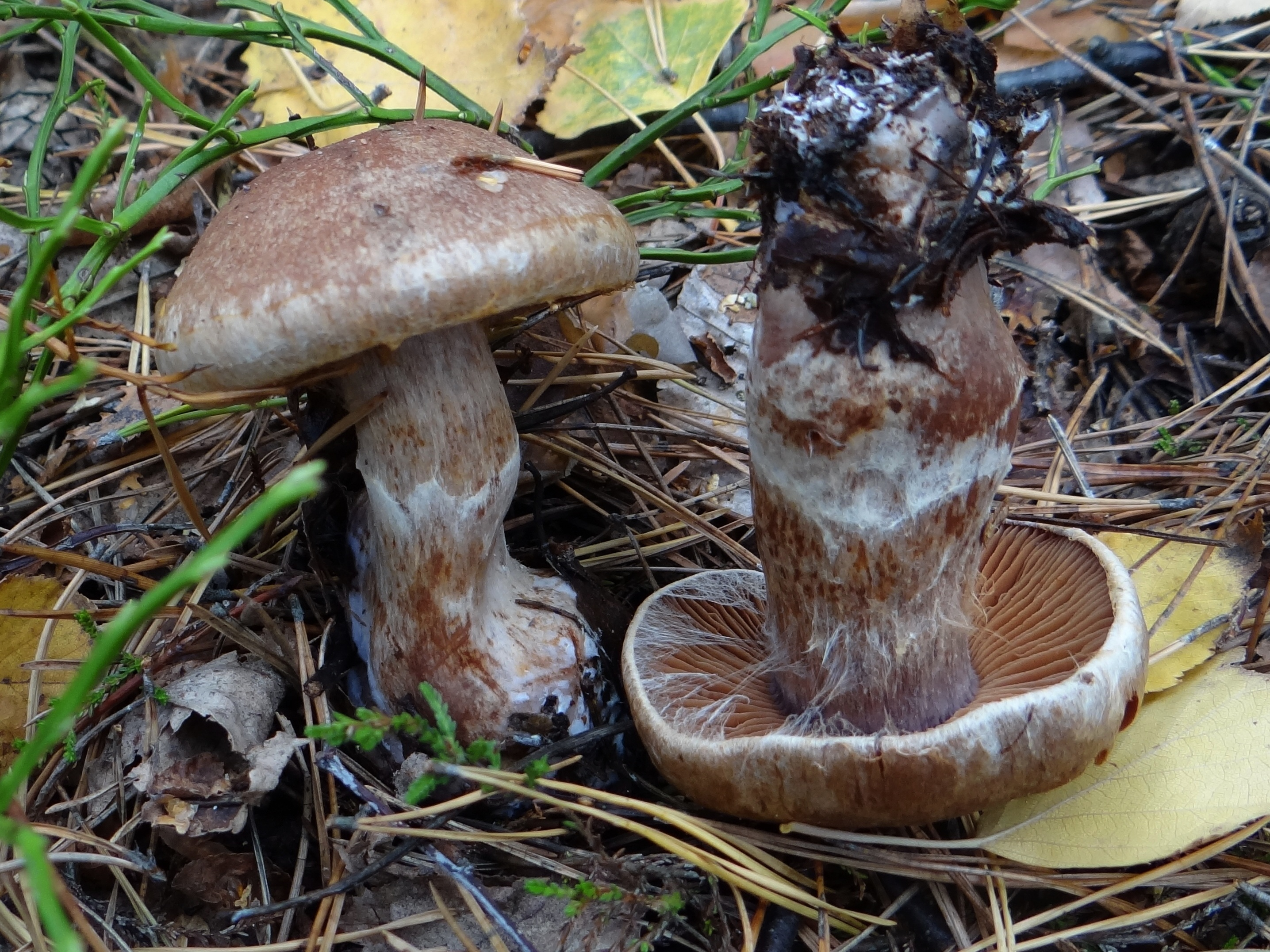
!!Cortinarius brunneus!!
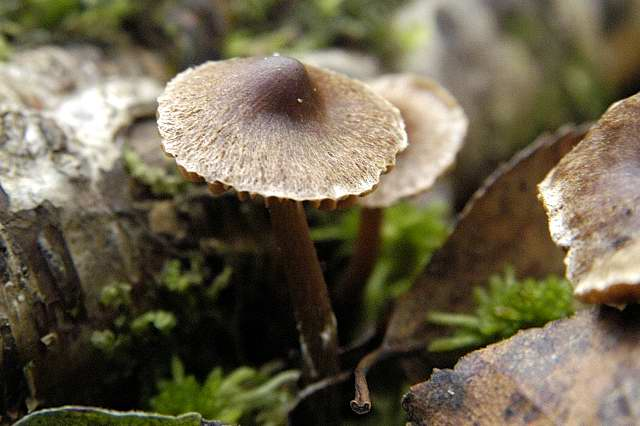
!Cortinarius casimirii!
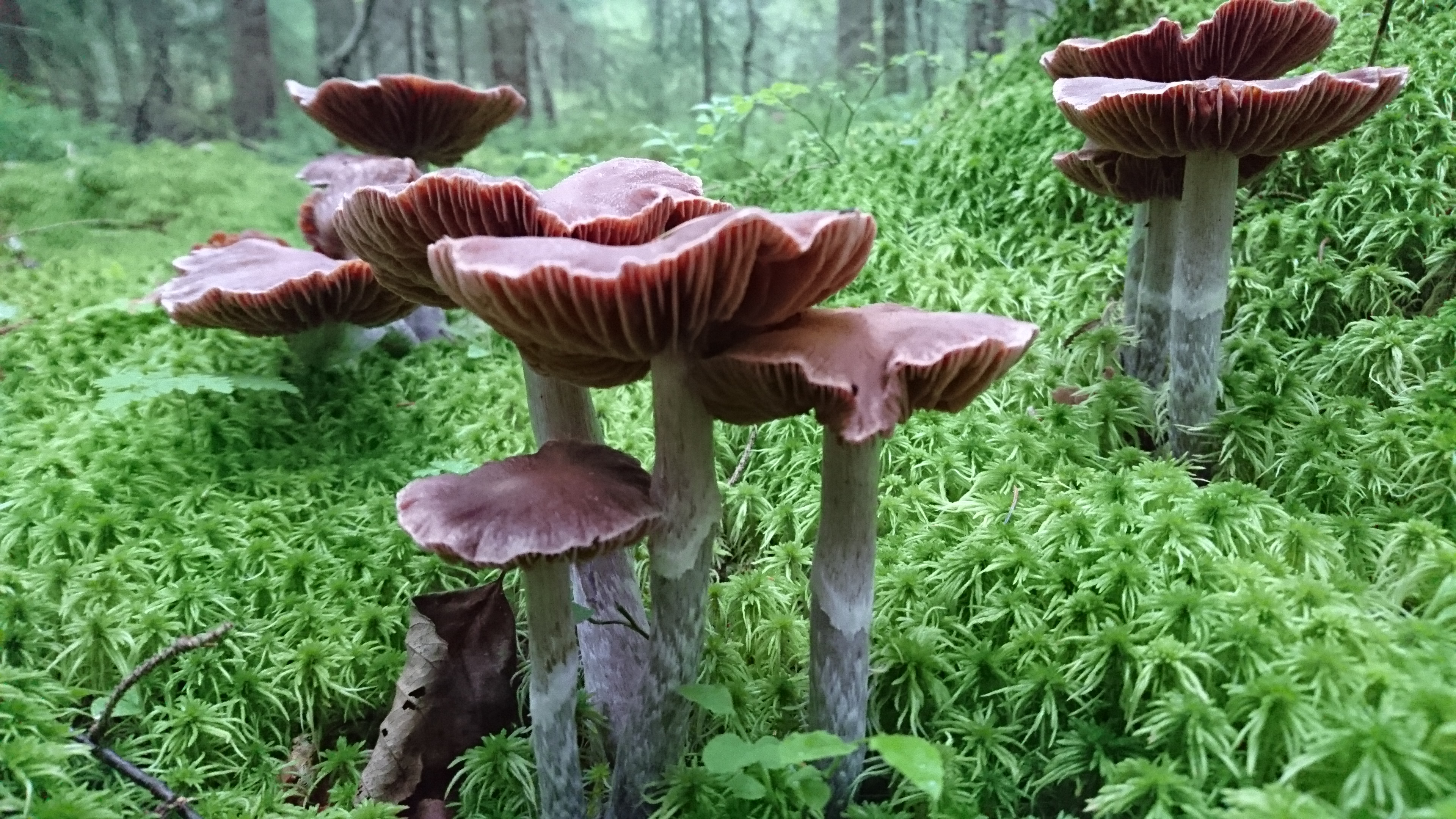
!Cortinarius evernius!
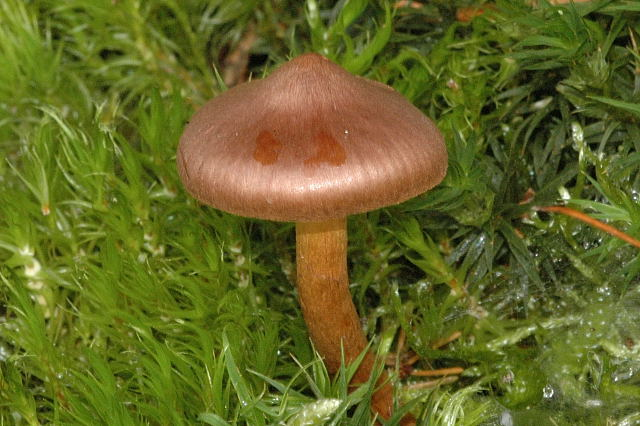
!Cortinarius fasciatus!

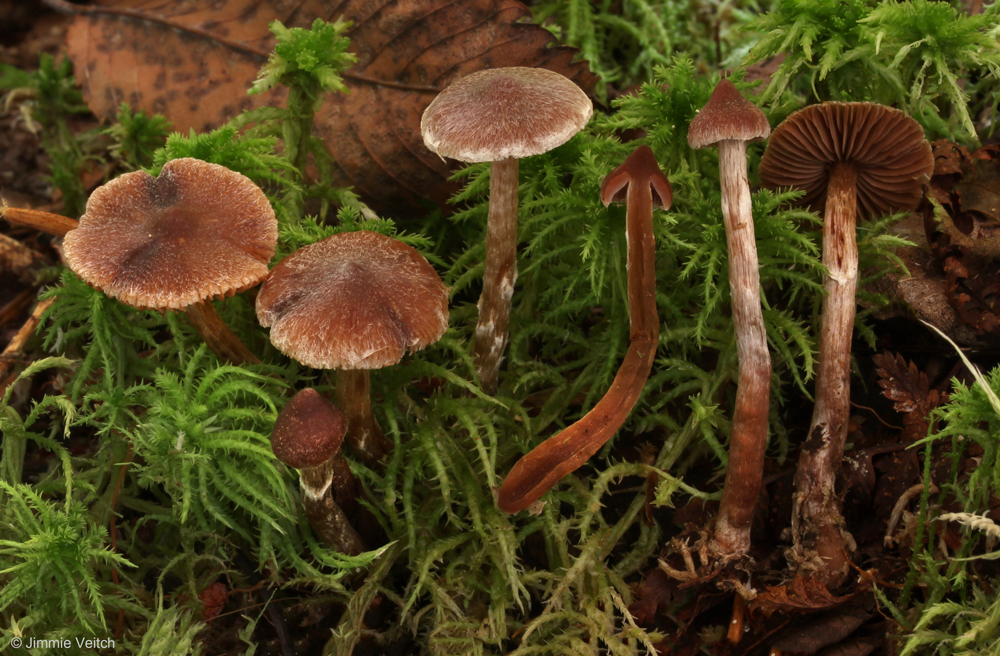
!Cortinarius flabellus!
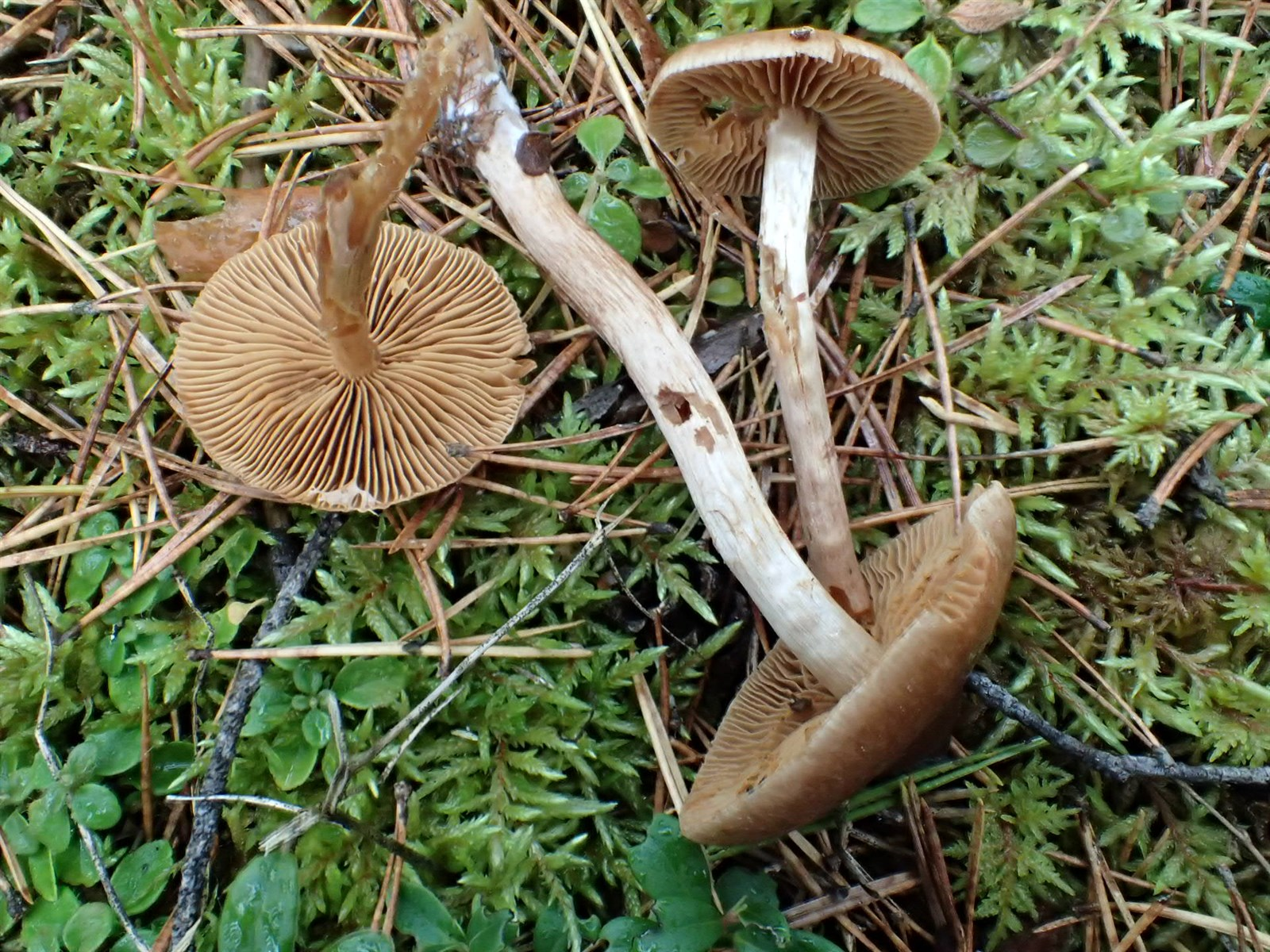
!Cortinarius fulvescens!
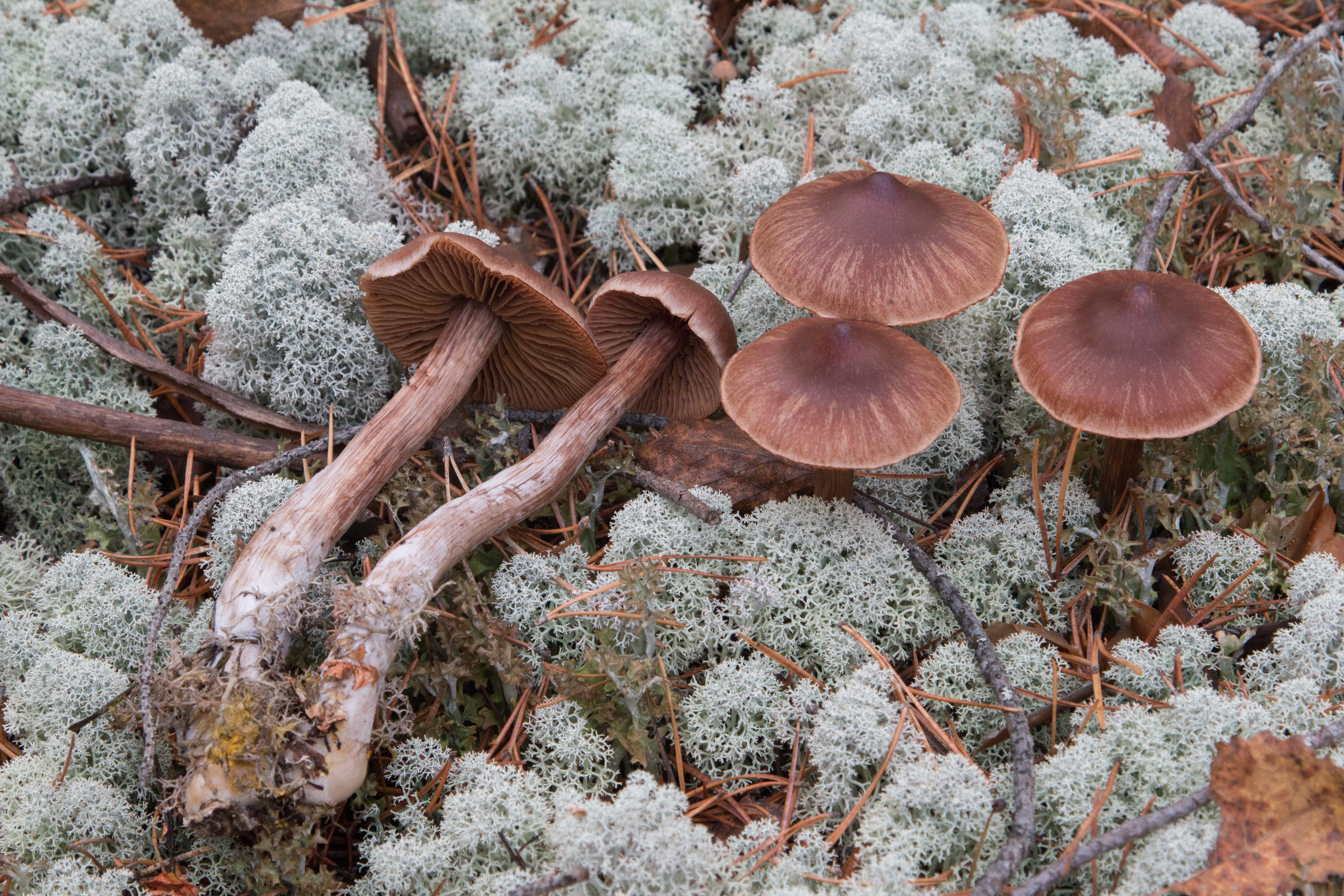
!Cortinarius glandicolor!
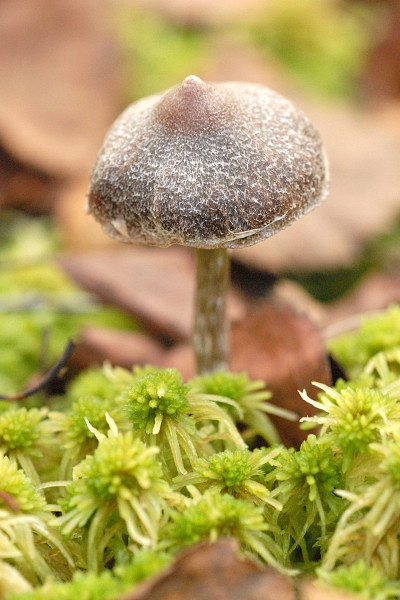
!Cortinarius hemitrichus!
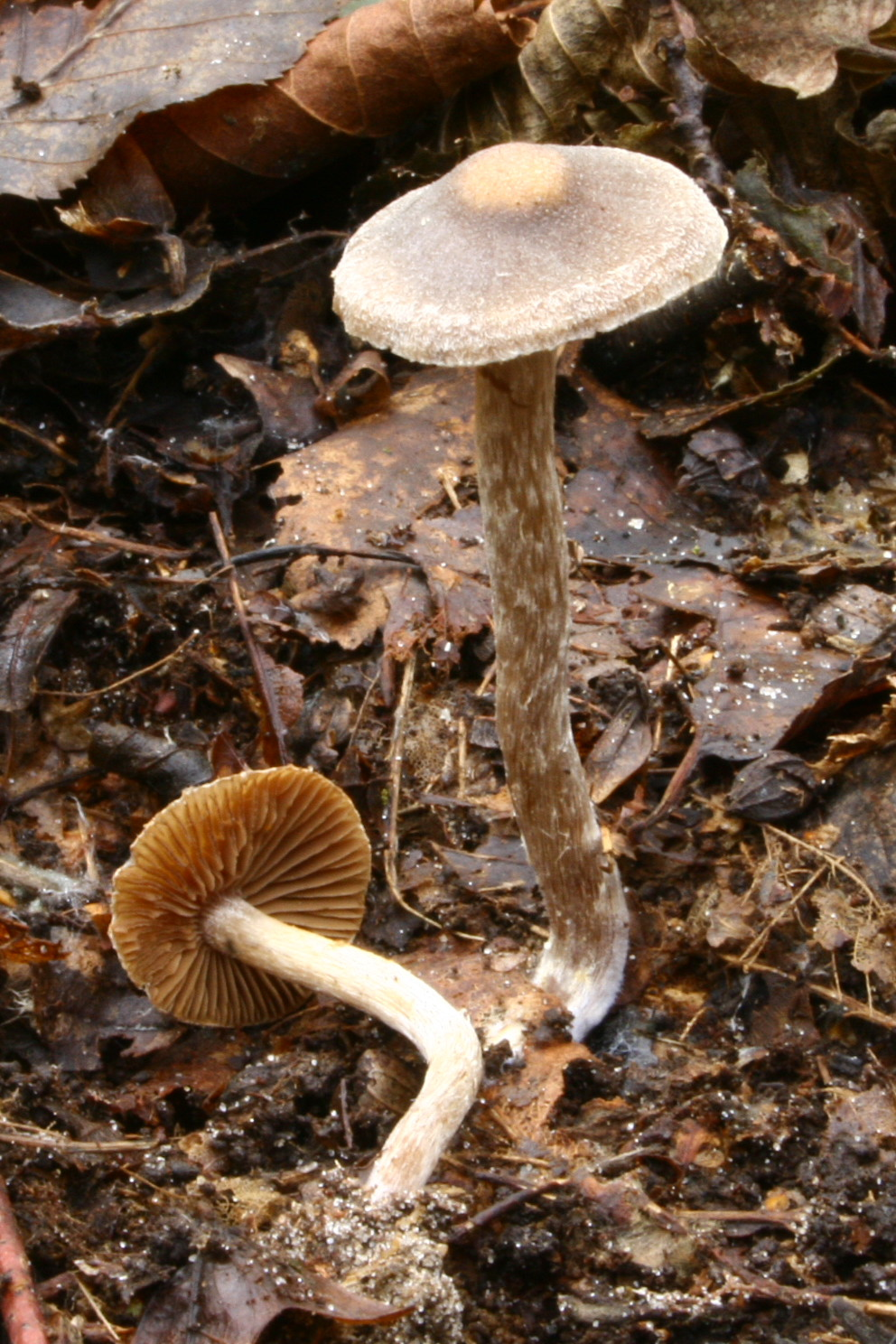
!Cortinarius paleiferus!
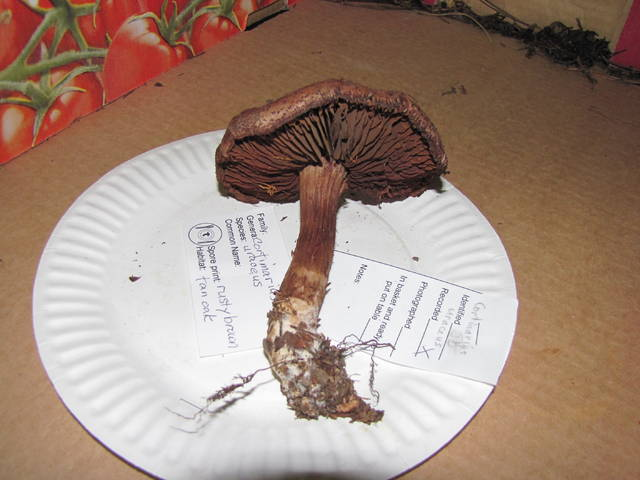
!Cortinarius uraceus!

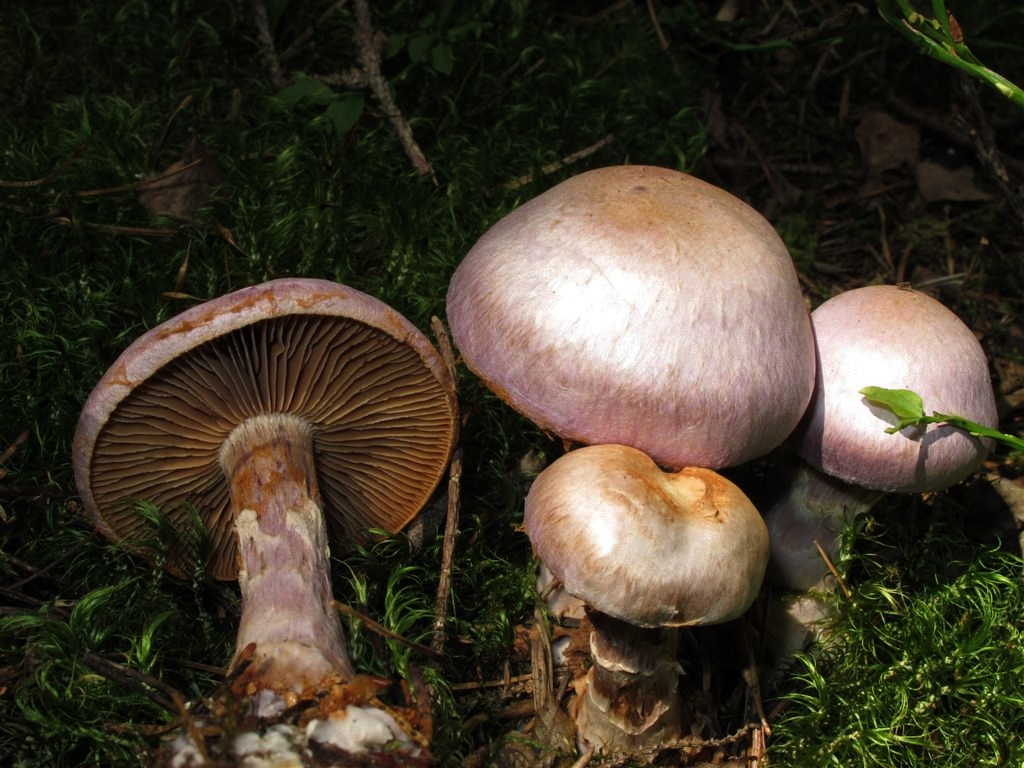
!Cortinarius variicolor!
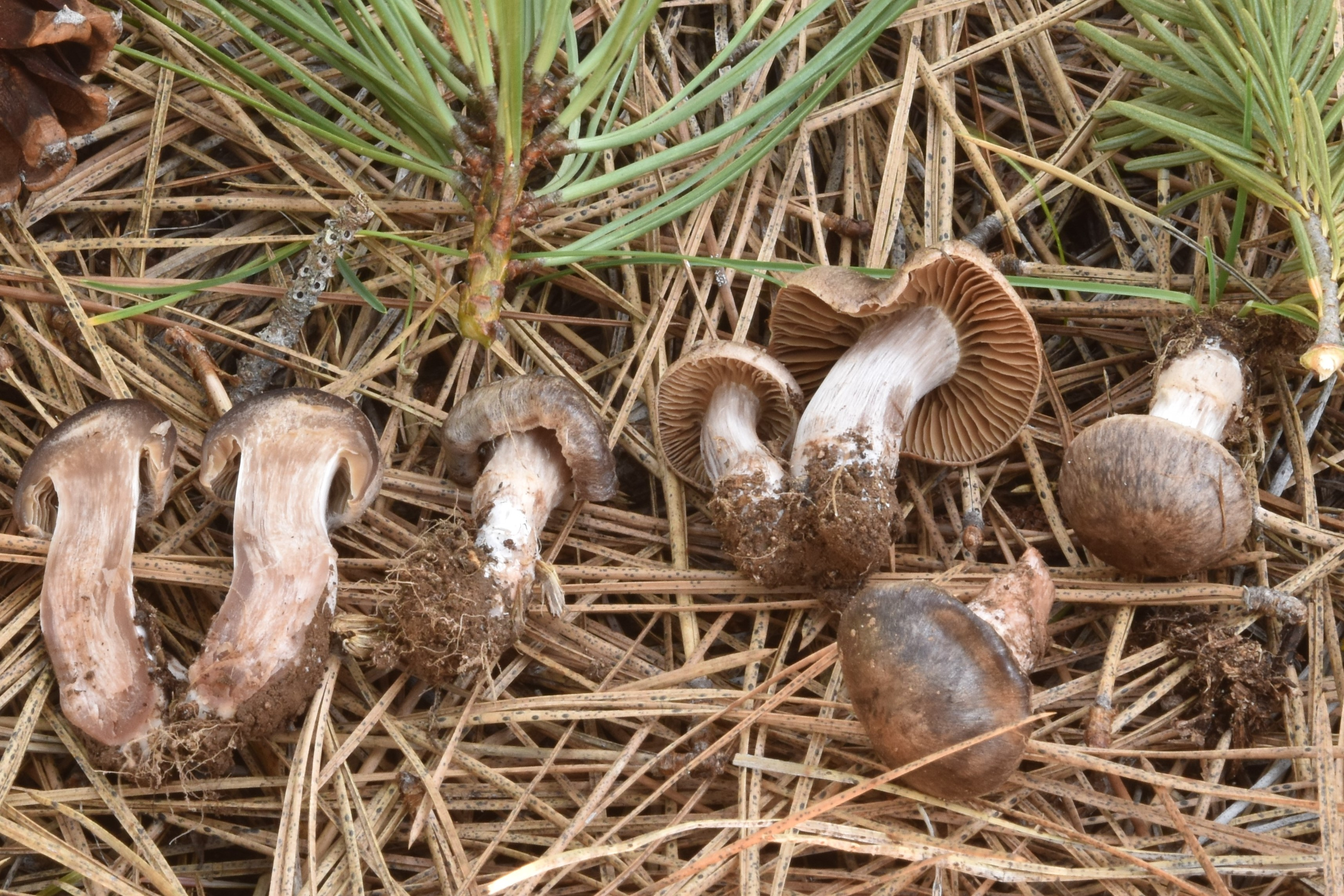
!Cortinarius vernus sin. Cortinarius erythrinus!
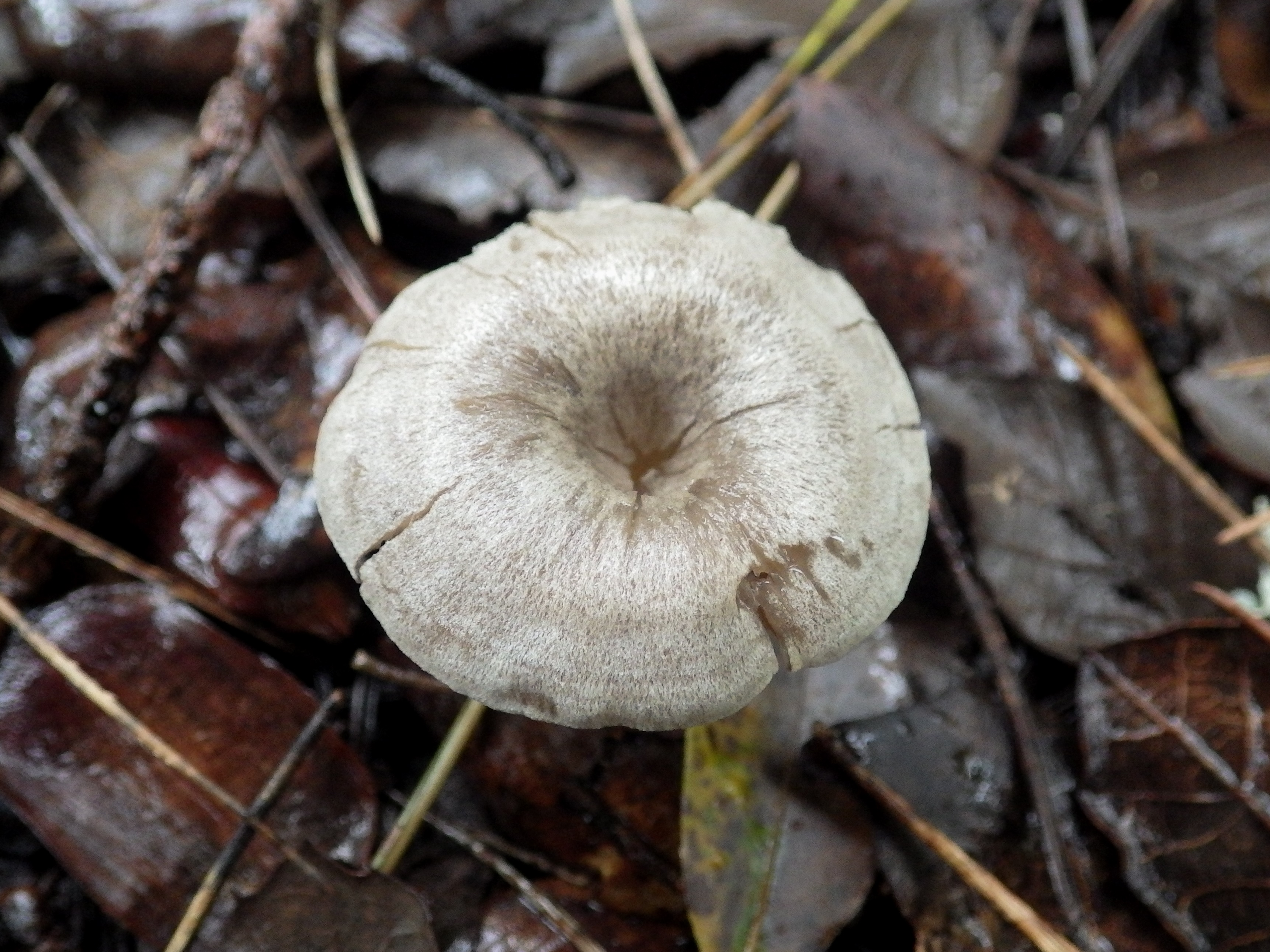
!Entoloma undatum!
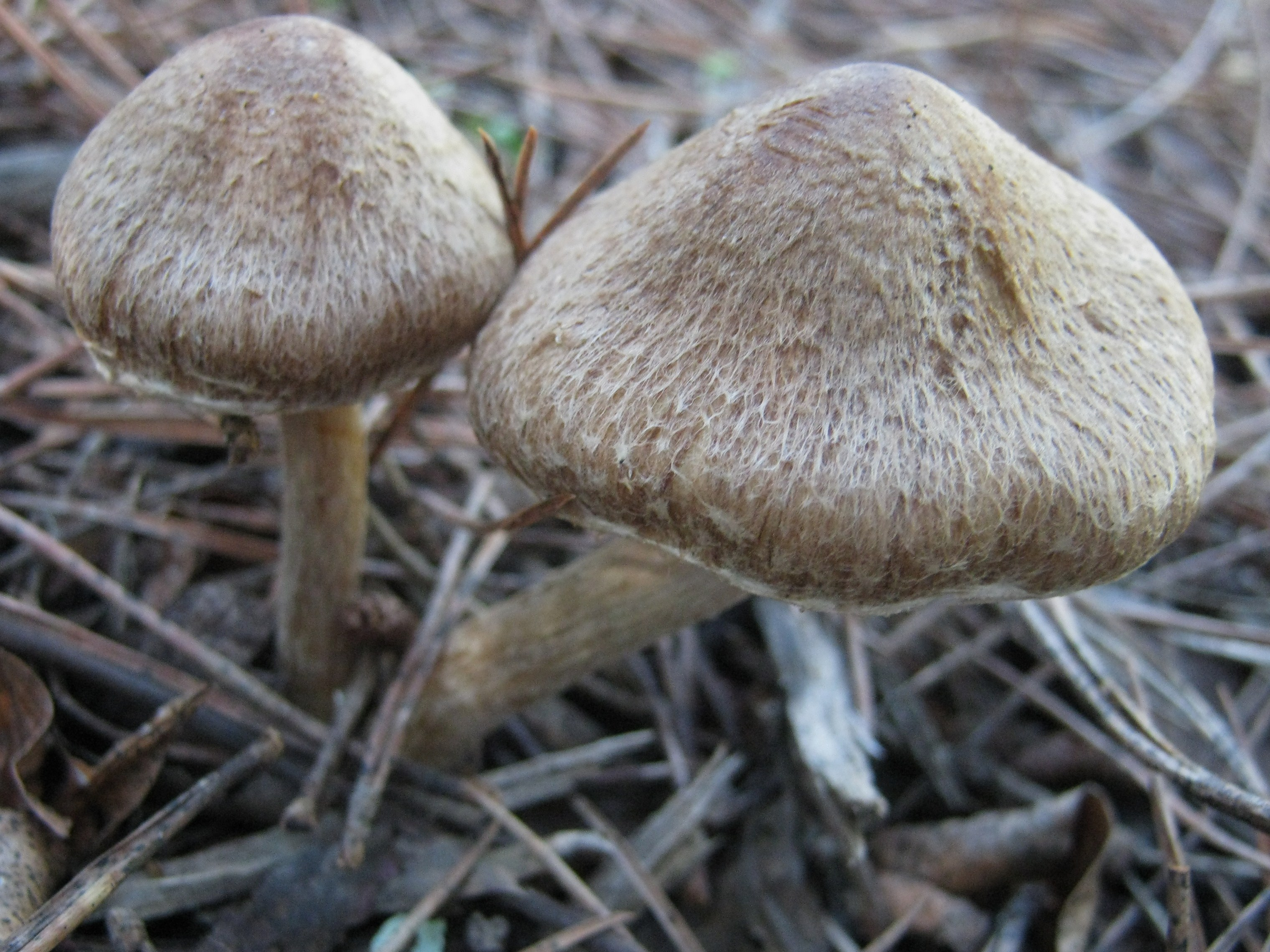
!!Inocybe bongardii!!

## Valorificare
Ciuperca este văzută de mulți micologi necomestibilă singur din cauza calității minore a cărnii, mirosului și gustului. Dar este și suspectată, nu numai de Bruno Cetto, de a fi slab otrăvitoare. În cazul ingerării ar putea provoca tulburări gastrointestinale cu greață și vomă.